# Персидский залив
Перси́дский зали́в (перс. خلیج فارس‎ [Халидж-е-Фарс]; в арабских странах — араб. اَلْخَلِيْجُ ٱلْعَرَبِيُّ‎ [Эль-халидж-эль-Араби] — Ара́бский зали́в) — залив между Ираном и Аравийским полуостровом. Соединён Ормузским проливом с Оманским заливом, Аравийским морем и Индийским океаном. По гидрологическому режиму является внутренним морем.
Название этого региона оспаривается арабскими странами, которые хотят называть его «Арабским заливом».
Площадь залива — 239 000 км², длина — 926 км, ширина — 180—320 км, средняя глубина — менее 50 м, максимальная — 102 м. Крупнейшие острова: Кешм, Бубиян, Бахрейн.
Прибрежными странами Персидского залива являются Оман, Объединённые Арабские Эмираты, Саудовская Аравия, Катар, Бахрейн, Кувейт, Ирак и Иран. В Персидский залив впадает река Шатт-эль-Араб, образующаяся от слияния Тигра и Евфрата.
Район Персидского залива из-за богатых запасов нефти геополитически чрезвычайно важен. По нему получила название война в Персидском заливе 1991 года (хотя основной конфликт разворачивался на суше).

## Этимология
В «Географии» Страбона это море называлось «Персидским заливом» или «Персидским морем», а море, которое называется сегодня «Красным морем» и располагается между Аравийским полуостровом и восточным побережьем Африки (Египет и Судан) в те времена носило название «Аравийский залив».
Эти названия фигурировали в большом количестве разноязычных карт и исторических документов, более того, ни в одном из исторических и географических источников море, расположенное между Ираном и Аравийским полуостровом не называлось иначе, чем «Персидский залив».
В географическом трактате «Худуд ал-‘Алам мин ал-Машрик ила-л-Магриб» — «Границы мира с востока на запад», составленном более тысячи лет тому назад, есть упоминание и «Персидского залива» и «Красного моря». Так, согласно этому источнику, «Персидский залив простирается от побережья Персии». Что же касается Красного моря, то оно, согласно этому же источнику «течет на север, пока не достигнет Египта и не обмельчает.».
В этом же трактате мы находим упоминание того, что Аравия (то, что мы сегодня называем Аравийским полуостровом) находится между двумя этими водными объектами: Персидским заливом и Красным морем.
В книге «Аль-Алиг аль-Нафиса» также упоминается расположение Персидского залива, после которого автор пишет о том, где живёт арабское население. «Между двумя заливами простираются земли Хиджаза, Йемена и других арабских городов». Наконец, арабский географ Мухамад аз-Зухри в своём трактате, посвящённом географии арабов и также написанном более тысячи лет тому назад, повествует о том, что «сухопутный путь, по которому египетский народ шёл в Сирию, Ирак и Персидский залив, пролегал через Синайский полуостров».
По мнению Е. М. Поспелова, залив назван по исторической области Персида (от этнонима «персы») на его северо-восточном берегу, где в VI в. до н. э. образовалось персидское государство Ахеменидов. Сохранению названия в средние века способствовало то, что заселенность и освоенность персидского побережья были бо́льшими, чем арабского. Современное арабское название Эль- Халидж-эль-Араби — «Арабский залив», иранское — Халие-Фарс — «залив персов», русское традиционное — Персидский залив.

## География
Прибрежными странами Персидского залива являются Оман, Объединённые Арабские Эмираты, Саудовская Аравия, Катар, Бахрейн, Кувейт и Ирак (арабские страны Персидского залива), а также Иран. Протяжённость береговой линии Ирана (от Бендер-Аббаса до устья Фао) составляет 1375 км, что равняется 45,3 % от общей протяженности береговой линии залива; этот показатель является самым высоким относительно других государств Персидского залива.
Береговая линия Ирака, в свою очередь, является одной из самых коротких, она равна 18,5 км, что приравнивается к 0,6 % от общей береговой линии.
Размер, протяжённость, глубина и площадь Персидского залива в различных источниках несколько расходятся. Данный факт объясняется переменчивостью природных условий разных лет, а также невозможностью использования точных измерительных приборов в прошлом.
Согласно данным Национального Атласа Ирана, площадь Персидского залива составляет приблизительно 255 000 км².
Длина Персидского залива равна 900 км, ширина в одних источниках составляет от 180 до 300 км, в других от 185 до 333 км.
Ширина в самой узкой его части — Ормузском проливе — 40 км, в то время как в самой широкой части залива 270 км; в среднем ширина залива равна приблизительно 215 км.
Средний показатель глубины Персидского залива равен 25—35 м; наибольшая глубина — 100 м — отмечена в устье Ормузского пролива.
Учёные предполагают, что в древности Персидский залив занимал бо́льшую, чем на сегодняшний день, площадь. 6 тысяч лет назад уровень мирового океана был на 2 метра выше современного (в это время был затоплен Доггерленд). Это связано с так называемой фландрской трансгрессией. Северный берег залива достигал городов Ур и Эриду.
На Южном побережье Персидского залива отсутствуют крупные полноводные реки, за редким исключением встречаются небольшие ручьи, которые привносят немного воды только в особо дождливое время. Обратная ситуацию наблюдается на Северном побережье, где расположено большое количество крупных и полноводных рек. К подобным рекам можно отнести Сеймерре, Керхе, Дез, Карун, Джеррахи, Зохре, Манд, которые напрямую, или сливаясь в крупные притоки, впадают в Персидский залив на территории иранских провинций Хузестан, Бушехр, Хормозеган.
Данные реки протекают в южной, юго-западной и западной части Ирана, впадая в бассейн Персидского Залива и Оманского моря. Истоки рек расположены в горах Загроса.
Климат
На побережьях Персидского залива преобладает тропический континентальный климат.
Лето жаркое, средние температуры воздуха оставляют плюс 29—32 °C. В жару воздух может прогреваться до 40—50 °C. Абсолютный максимум зарегистрирован в городе Ахваз (Хузестанская равнина).
Зима прохладная на севере, где может держаться минусовая температура или +2 °C, на юге тёплая — от 22 до 25 °C.

## Геология
По гидрологическому, гидрохимическому и другим параметрам Персидский залив относится к морям.
Согласно геологическим исследованиям, Персидский залив представляет собой остатки третичных морей, которые покрывали весь регион нынешнего горного массива. Из-за обмеления океана вода на данном участке земной коры не просто опустилась, но даже явила миру новый участок суши, представлявший собой ранее морское дно.
Фактически, можно говорить о том, что сегодня Персидский залив представляет собой сушу, которую затопили воды Ормузского пролива. Более того, это углубление земной поверхности являющееся результатом столкновения тектонических плит, в ходе которого были созданы горы Загроса, находится ниже уровня Мирового Океана. Рельеф коры, образовавший углубление, стал причиной затопления образовавшихся пустот. В прошлом площадь Персидского залива была более обширна. В результате заполнения северной части территорий Персидского залива водами впадающих в него рек, сухопутное расстояние между Месопотамской равниной и Хузестанской равниной увеличилось.

## Флора и фауна
В заливе водятся дельфины, а также единственный сохранившийся представитель семейства дюгоневых отряда сирен — крупное морское млекопитающее дюгонь, которое ещё называют «морской коровой», а в более поэтичной версии — «морской девой». В заливе отмечены также 16 видов акул.
В заливе есть коралловые рифы, которые служат местом обитания более 700 видов рыб. Залив богат запасами промысловой рыбы (в том числе тунцы, макрели, сардины), ракообразных (креветки, крабы, лангусты) и головоногих (каракатицы, кальмары, осьминоги).
С давних времён регион был известен как поставщик жемчуга, добывавшегося из морских двустворчатых моллюсков жемчужниц Pinctada margaritifera. Добыча и торговля жемчугом были источником дохода большого количества семей на побережье. С началом XX века жемчуг, как экспортный продукт, уступил место добыче нефти.
В последнее время, как и весь остальной мир, Персидский залив страдает от нарушений экосистем, в нём существенно сократилось морское биоразнообразие.

## Острова
В Персидском заливе расположено большое количество пригодных и не пригодных для жилья островов разного размера. Каждый из островов обладает собственным потенциалом использования, а также играет важную стратегическую роль не только в масштабах региона, но и всего мира.
Острова Персидского залива:
1. Кешм — самый большой остров в Персидском заливе. Площадь — 1419 км², что больше острова Бахрейн в 2,5 раза. Население — 72981 чел. (1996);
2. Ларек — площадь — 48,7 км², население — 459 человек (1996)[32];
3. Ормуз — площадь — 45 км², население — 4768 чел. (1996);
4. Хенгам — площадь — 50 км², население — 389 человек (1996);
5. Киш — площадь — 90 км², население — 16501 чел. (2000);
6. Хендураби — площадь — 22,8 км², население — 43 чел. (1996);
7. Лаван — площадь — 76,8 км², население по состоянию 1996 года: — коренное — 686 чел., обслуживающий персонал нефтеперерабатывающих заводов, а также подрядчики — 1700 чел.
8. Харк — площадь — 21 км², население — 7484 чел. (1996). Порядка 10000 человек на периодической основе работают на военных и нефтеперерабатывающих объектах.
9. Шиф — площадь — 14 км², указанная площадь включает в себя территории острова Аббасек, связанного с Шифом перешейком, периодически подтопляемым водами прилива. Население — 3076 чел. (2001);
10. Абу-Муса — площадь — 12,8 км², население — 1038 чел. (2001).

Помимо вышеупомянутых обитаемых островов, существует ряд необитаемых островов и островов, на которых люди не проживают на постоянной основе, неся административную и военную службу. Такими островами могут по праву называться: Джабрин, Большой Томб, Малый Томб, Форур, Фарурган, Омм-оль-Керем, Нехилу, Фарси, а также более мелкие острова подобные перечисленным выше, находящиеся в иранском подчинении. Все острова имеют важное значение в обеспечении региональной безопасности и охраны окружающей среды.
Также на территории Персидского залива расположено большое количество обитаемых и необитаемых островов больших и малых размеров, принадлежащих таким государствам как Кувейт, Саудовская Аравия, Бахрейн, Катар, ОАЭ и Оман.

## Города на побережье Персидского залива
На иранском побережье Персидского залива расположено большое количество портовых городов, имеющих важную стратегическую и экономическую роль. Порты Хорремшехра, Абадана, Дилема, Бушира, Дейра, Кангана, Эселуйе, Ленге и Бендер-Аббаса являются центрами морской связи Ирана с внешним миром. Хорремшехр, Абадан, Бендер-Аббас, Бушир по совместительству являются крупными городами, где большое значение уделяется туристическим направлениям.

## Политическая ситуация
Регион Персидского залива на протяжении всей своей истории постоянно находился в центре внимания региональных властей и колониальных держав. Это связано с тем, что территории Персидского залива богаты нефтью и другими природными ресурсами, пригодными для экспорта, а также с тем, что в его водах проложены надежные торговые пути. Акватория Персидского залива с её многочисленными островами и протяженной береговой линией с давних времен являлась колыбелью цивилизаций, где проходил культурный и коммерческий обмен между представителями разных народов. Именно это, в свою очередь, прославило Персидский залив, сделав его одним из самых известных бассейнов мира. Это же обстоятельство, а также многочисленные глубинные процессы, как экономического, так и геополитического плана, стали причиной обострения международной обстановки на стыке XX и XXI веков.